# Марион Сентер (Масачусетс)
Марион Сентер (енгл. Marion Center) насељено је место без административног статуса у америчкој савезној држави Масачусетс.

## Демографија
По попису из 2010. године број становника је 1.111, што је 91 (-7,6%) становника мање него 2000. године.
| Група             | 2000.         | 2010.         |
| Белци             | 1.173 (97,6%) | 1.073 (96,6%) |
| Афроамериканци    | 5 (0,4%)      | 8 (0,7%)      |
| Азијати           | 2 (0,2%)      | 2 (0,2%)      |
| Хиспаноамериканци | 4 (0,3%)      | 8 (0,7%)      |
| Укупно            | 1.202         | 1.111         |